# Joost van den Toorn
| nombre de nacimiento	= Jacobus Petrus van den Toorn
| fecha de nacimiento	= 27-6-1954, (71 años) 
| lugar de nacimiento	= Ámsterdam 
Holanda Septentrional
| fecha de fallecimiento	= 
| lugar de fallecimiento	= 
| nacionalidad		=  Países Bajos
| área			= escultura, instalaciones
| educación		= 
| premios		=Leonardo da Vinci 1990
|premios2        = 
|residencia       =
}}
Jacobus Petrus (Joost) van den Toorn es un escultor neerlandés, nacido el 27 de junio de 1954 en Ámsterdam, Holanda Septentrional.

## Datos biográficos
Van den Toorn estudió en la Academia Gerrit Rietveld (nl) de Ámsterdam, desde 1976 a 1980.· En 1990 recibió el Premio Leonardo da Vinci, un premio de cultura otorgado por el Rotary Club de Ámsterdam.
Su obra se inspira en el arte etnográfico y marginal, del que él mismo posee una extensa colección. Sus obras a menudo tienen un aspecto caricaturesco, con símbolos antiguos que combinan con la imaginería popular. Aborda de forma expresiva los temas de la muerte, la religión y el sexo.
Una de sus obras, es la pieza Por quién doblan las campanas, For whom the bell tolls  en inglés, que forma parte del proyecto Sokkelplan de La Haya, obra de 1993.

## Obras
- Cirkus (1991) , Utrecht 52°6′40.94″N 5°5′31.24″E / 52.1113722, 5.0920111

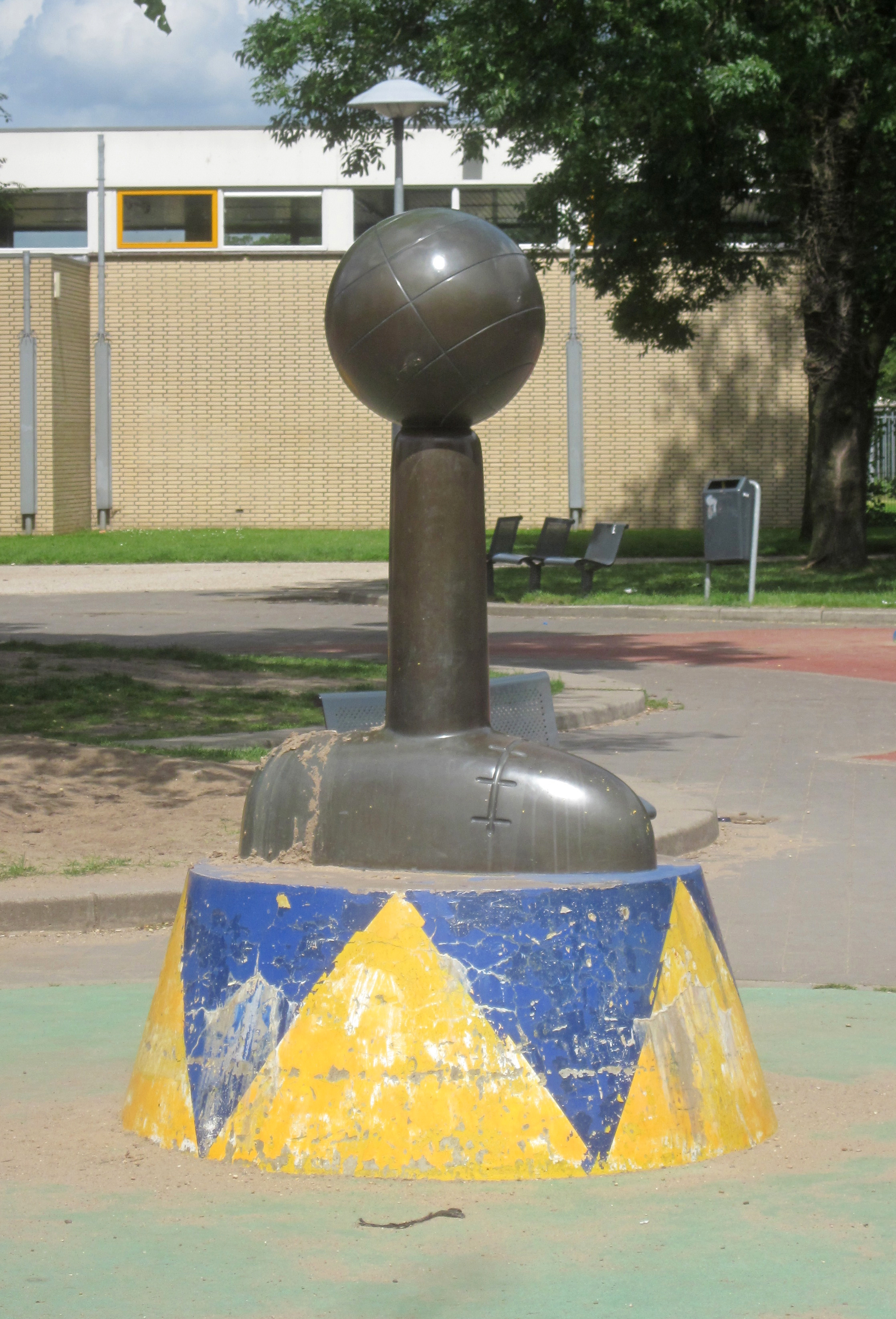
Pulsar para ampliar.

- Por quién doblan las campanas - For whom the bell tolls (1993) , La Haya , dentro del proyecto Sokkelplan.

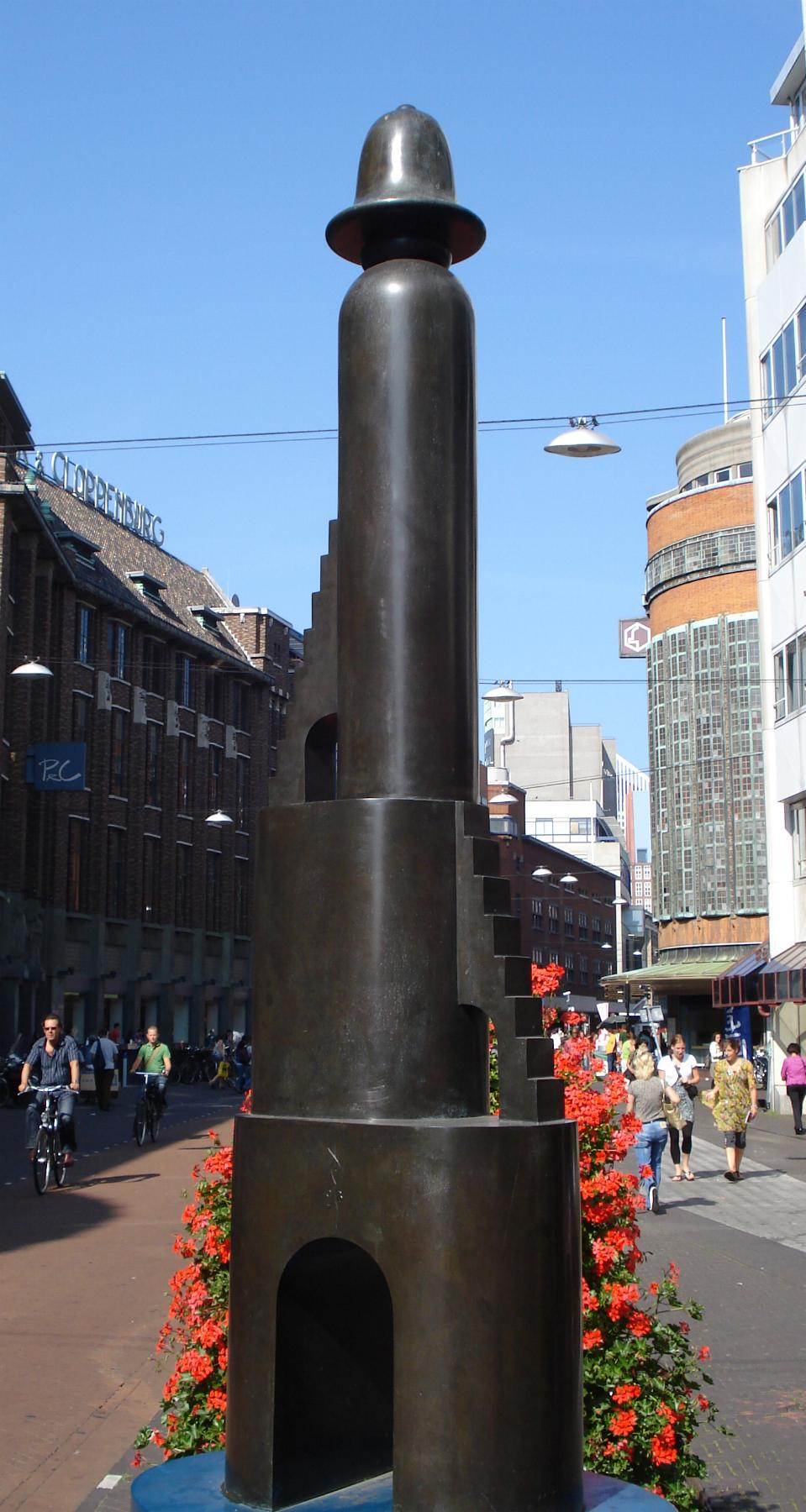
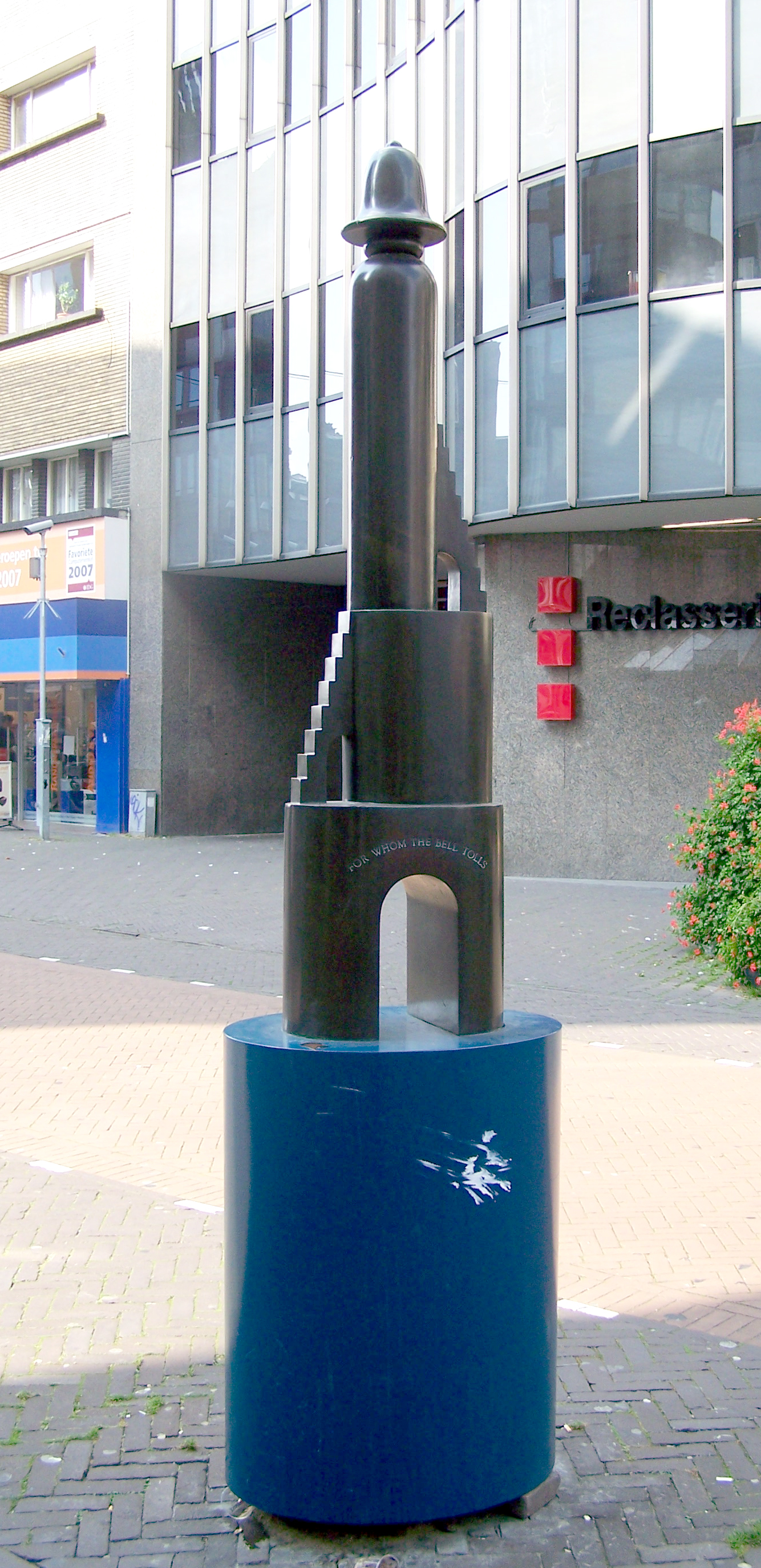
Pulsar para ampliar.

- Zigurat (1994), Sint Annadal, Maastricht
- Seis esculturas de bronce figurativas (1995), Heerhugowaard- (nl)
- Poste-canción: LOVE - Songlines LOVE (1998), Hoorn

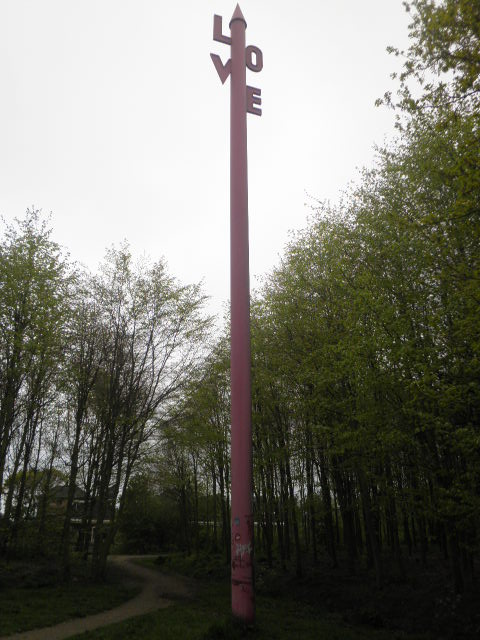
Pulsar para ampliar.

- Cuatro guardianes míticos-Vier mythische wachters (2001), Apeldoorn

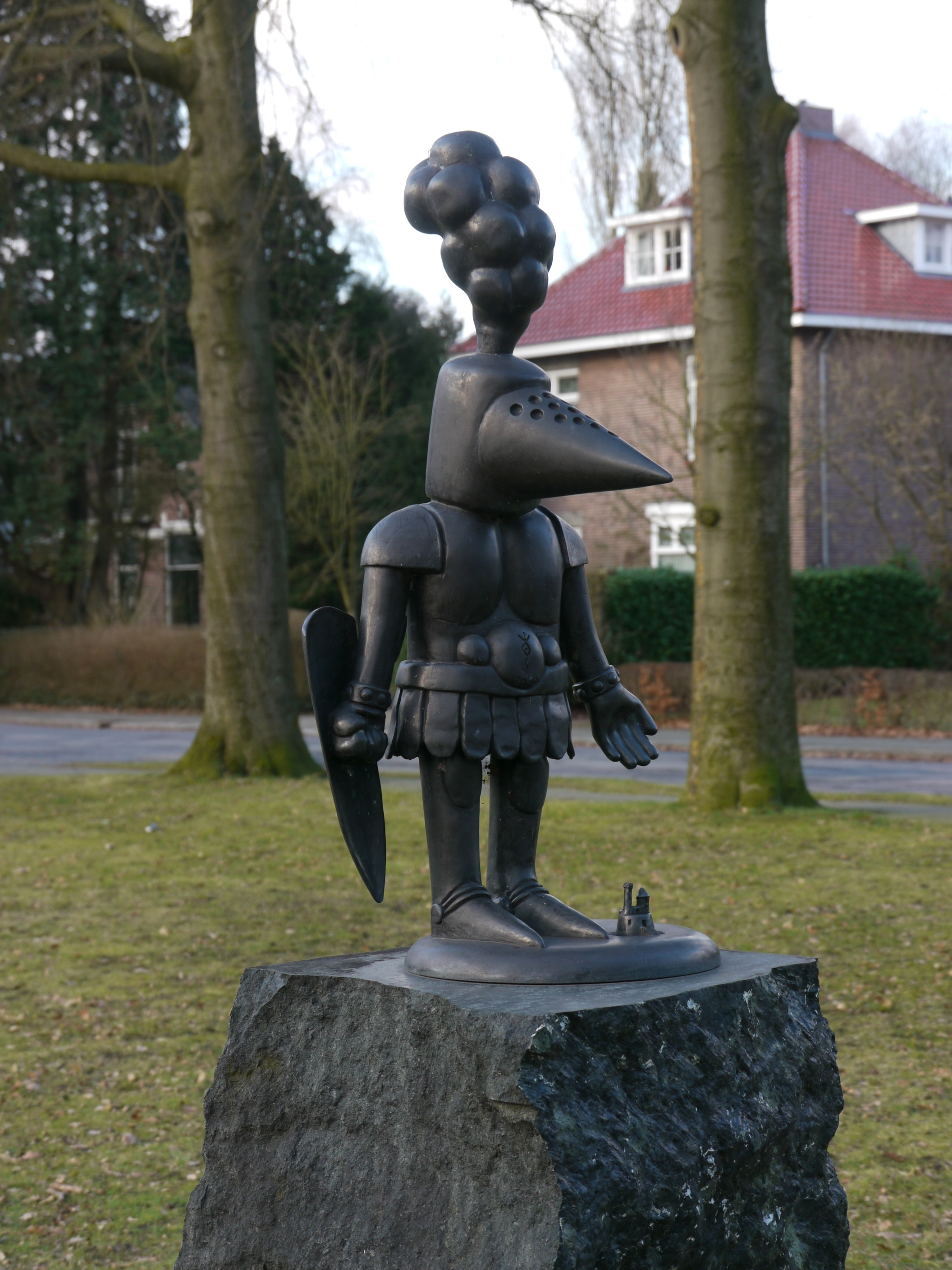
Pulsar para ampliar.

- Monsieur Hulot (2007), Amstelveen

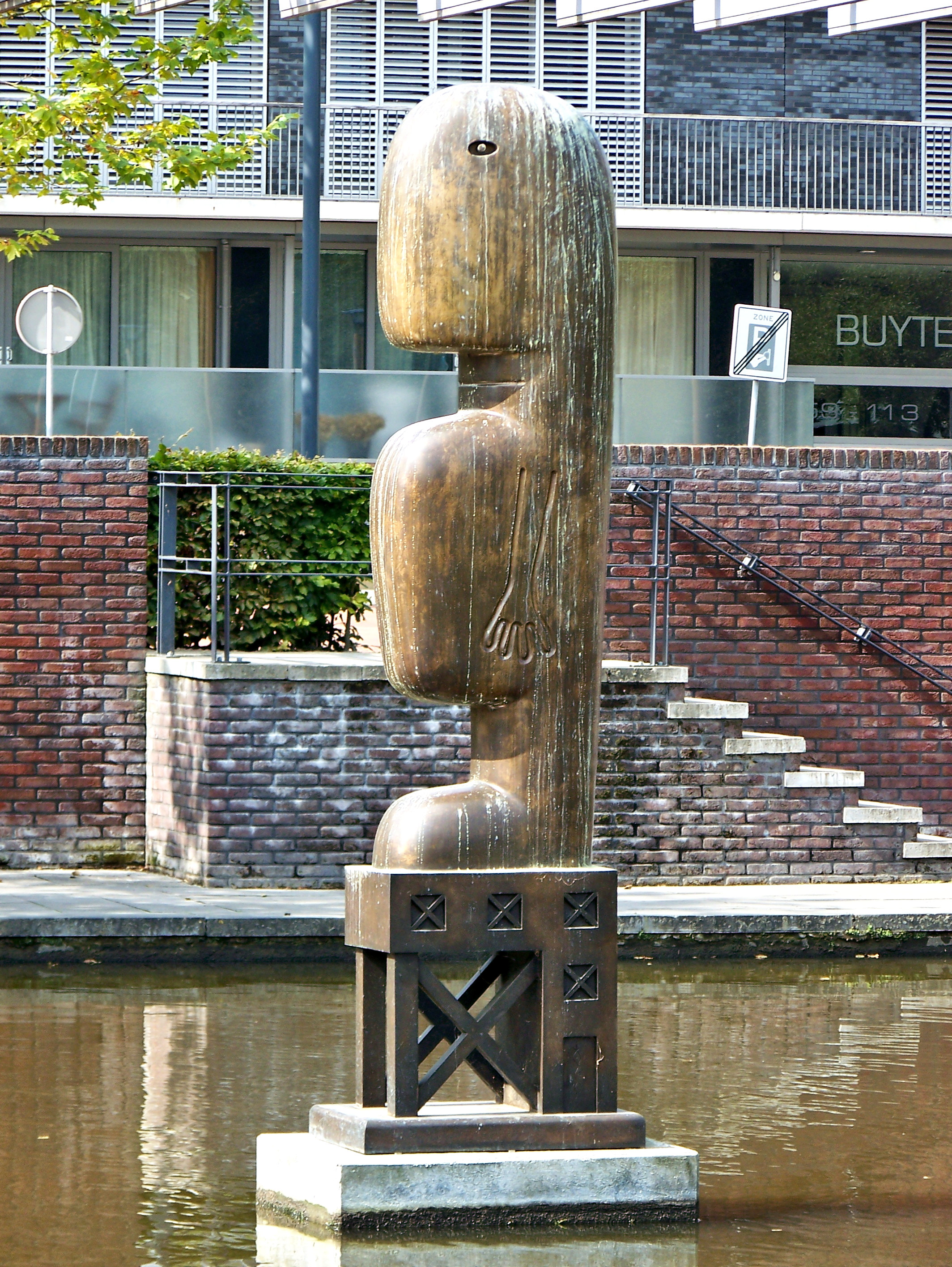
Pulsar para ampliar.

- Los varones Patata-De Aardappelmannetjes (2008), Zoetermeer

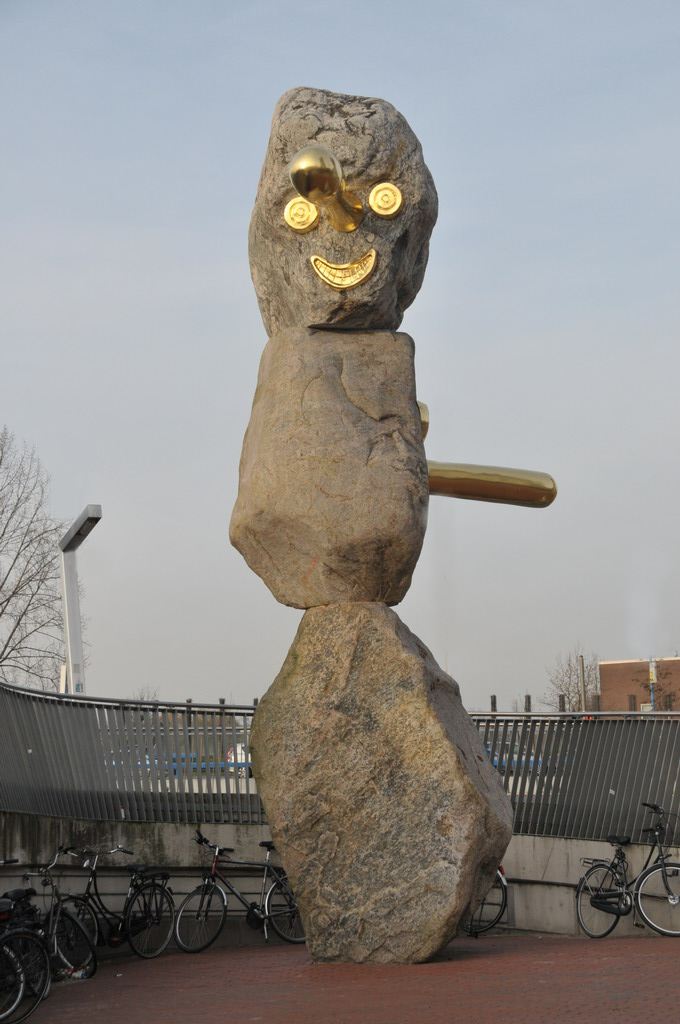
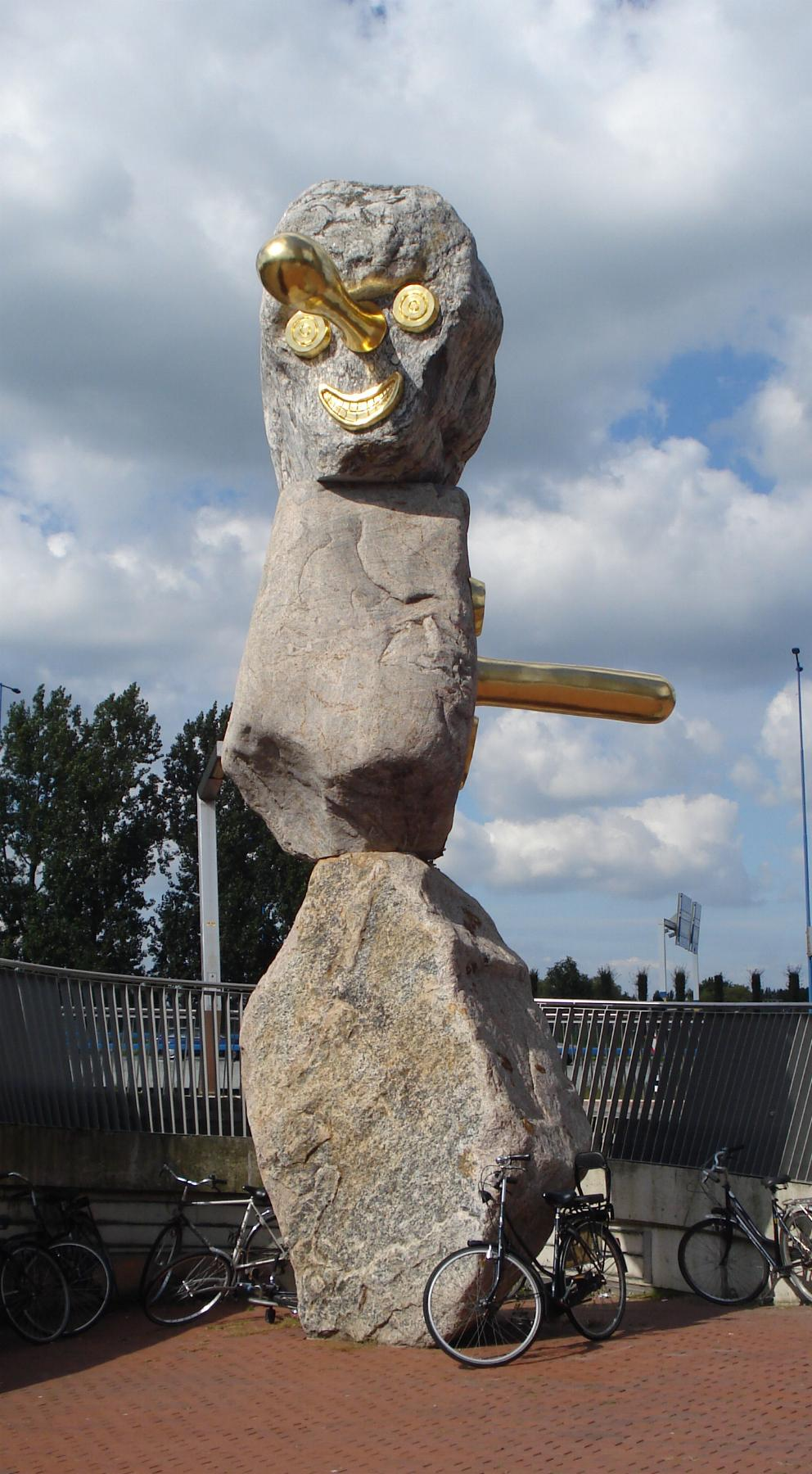
Pulsar para ampliar.

- La fantasía fantasiosa - De Fantasierijke Fantasie (2011) Fantasiastad
- Donnie Darko, centro comercial Rembrandthof de Hilversum[5]